# Limba klingoniană
Limba klingon (tlhIngan Hol în klingonă) este o limbă artificială vorbită de klingonieni în universul ficțional Star Trek. Marc Okrand a proiectat în mod voit această limbă fictivă să pară a fi „extraterestră”, ea prezentând multe ciudățenii, cum ar fi ordinea în propoziție complement-predicat-subiect. Sunetele de bază (împreună cu câteva cuvinte) au fost inventate de James Doohan ("Scotty") în Star Trek: Filmul. În acest film acestă limbă a fost auzită pentru prima oară; în toate celelalte ocazii anterioare, klingonienii vorbeau engleza. Ulterior Okrand a dezvoltat limba klingon într-o limbă de sine stătătoare.

## Litera
| Alfabetul latin | pIqaD | Pronunția (AFI) |
| --------------- | ----- | --------------- |
| a               |       | [a]             |
| b               |       | [b]             |
| ch              |       | [tʃ]            |
| D               |       | [ɖ]             |
| e               |       | [ɛ]             |
| gh              |       | [γ]             |
| H               |       | [x]             |
| I               |       | [ɪ]             |
| j               |       | [dʒ]            |
| l               |       | [l]             |
| m               |       | [m]             |
| n               |       | [n]             |
| ng              |       | [ŋ]             |
| o               |       | [o]             |
| p               |       | [pʰ]            |
| q               |       | [q]             |
| Q               |       | [qχ]            |
| r               |       | [r, ɹ]          |
| S               |       | [ʂ]             |
| t               |       | [tʰ]            |
| tlh             |       | [tɬ]            |
| u               |       | [u]             |
| v               |       | [v]             |
| w               |       | [w]             |
| y               |       | [j]             |
| '               |       | [ʔ]             |

1. ↑  Language